# 蕭山革命烈士陵園

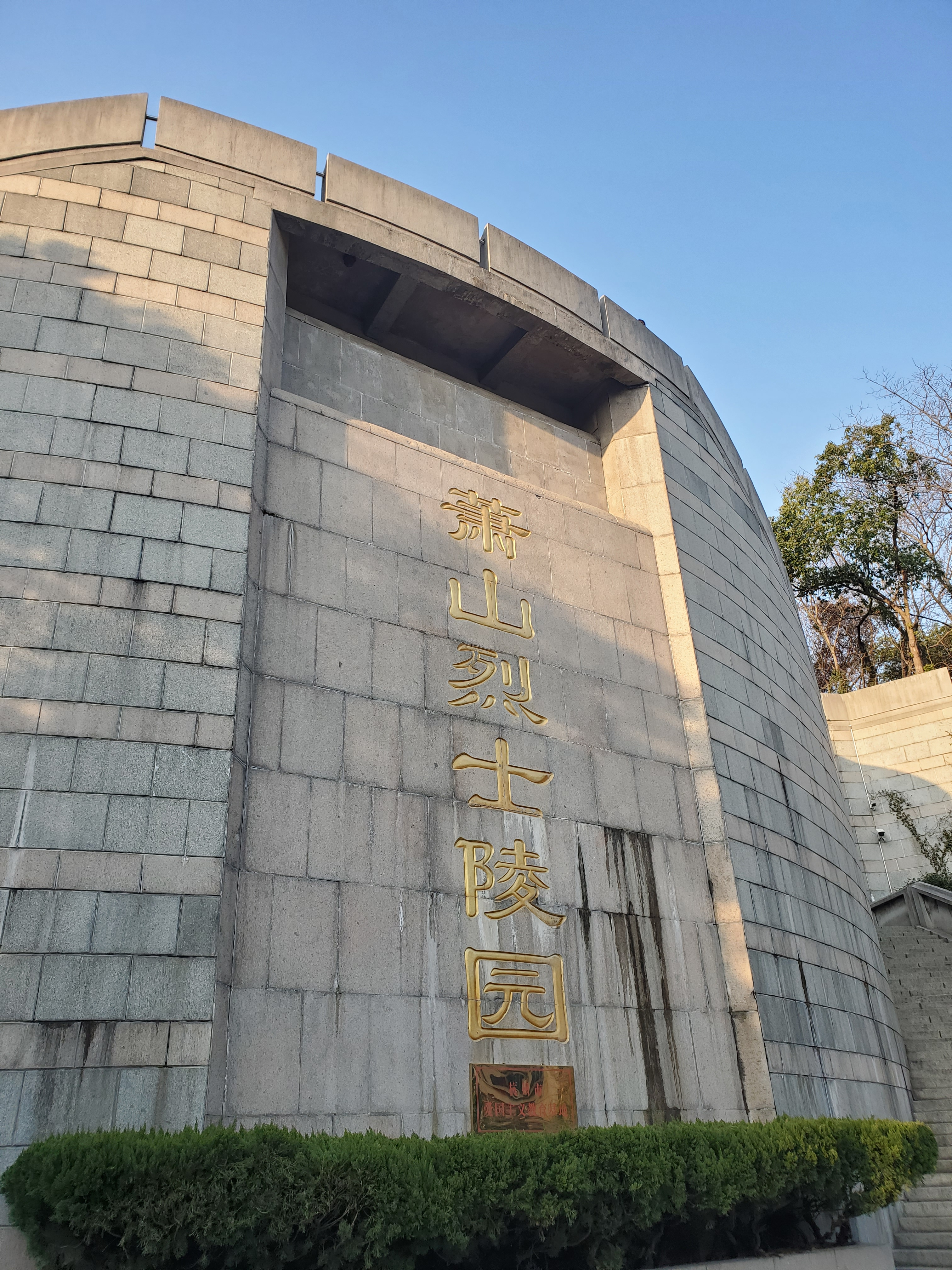
烈士陵园入口的山门

萧山革命烈士陵园是位於中華人民共和國浙江省杭州市蕭山區北干山的一個烈士陵園，1993年開始筹建，1998年4月5日竣工并开馆。1999年被杭州市政府命名为爱国主义教育基地。
陵園內有刻著240余位姓名的“烈士英名录”雕壁以及建筑面积达660平方米的萧山革命烈士纪念馆。纪念馆分上、下两层，陈列着自五四运动以来的240余名烈士的生平事迹以及萧山的经济发展史。共有400余张照片与图片、39件文物和烈士手迹。陵園內還有纪念广场以及32米高的汉白玉纪念碑。